# Газовий бензин
Газовий бензин, (англ. gas petrol; нім. erdgasbenzin) — суміш вуглеводнів, в основному ізопентану (і-С5Н12), пентану (n-C5H12), 1-пентену (С5Н10) і гексану (С6Н14).
Для підрахунку ресурсів припускається, що газовий бензин складається на із 1/3 бутану і на 2/3 пентану (за масою). Вважається, що при виробництві до газового бензину повністю переходять пентан та інші фракції з вищою температурою кипіння і частина н-бутану (до половини кількості пентану), разом із іншими фракціями із вищою температурою кипіння.